# MF 77
De MF 77 (Frans: Métro Fer appel d'offre 1977) is een type stalen-wielen trein dat dienstdoet in de metro van de Franse hoofdstad Parijs. Het wordt gebruikt voor drie metrolijnen (7, 8 en 13) en is samen met de MF 67 de eenvoudigste van alle treinen op het Parijse metronet.

## Geschiedenis
De treinen zijn geleverd door een consortium bestaande uit:
- Alsthom (rijtuigbakken, eindmontage)
- Franco-Belge (rijtuigbakken, eindmontage)
- CEM-Oerlikon (motoren)
- Creusot-Loire (draaistellen)
- ANF (draaistellen)
- Jeumont-Schneider (aandrijving)

Dit consortium kreeg in juli 1975 de opdracht om 1.000 wagons (600 motorrijtuigen en 400 rijtuigen) voor 200 treinstellen te bouwen, ter vervanging van de Sprague-Thomson-treinstellen. Het aantal treinstellen werd later teruggebracht tot 197. De eerste treinen werden in de zomer van 1978 geleverd; in 1986 waren alle treinstellen in dienst gesteld.
Intussen was treinstel 077 in 1983 betrokken bij een ongeluk op Basilique de Saint-Denis; in 2018 werd treinstel 009G ook betrokken bij een ongeluk op Châtillon - Montrouge. Als gevolg hiervan zijn 195 treinstellen operationeel.

## Renovatie
De treinstellen van lijn 13 zijn tot 2011 gerenoveerd. De treinen kregen onder andere:
- vernieuwd interieur
- verbeterd koelingssysteem voor de motoren
- automatisch halteafroepsysteem
- andere lay-out in het reizigersgedeelte, voor meer staanplaatsen

Het eerste gerenoveerde stel kwam op 17 januari 2007 in dienst. De treinstellen van metrolijn 7 zijn tussen 2018 en 2023 gerenoveerd, voor de treinstellen van metrolijn 8, sinds 2023.

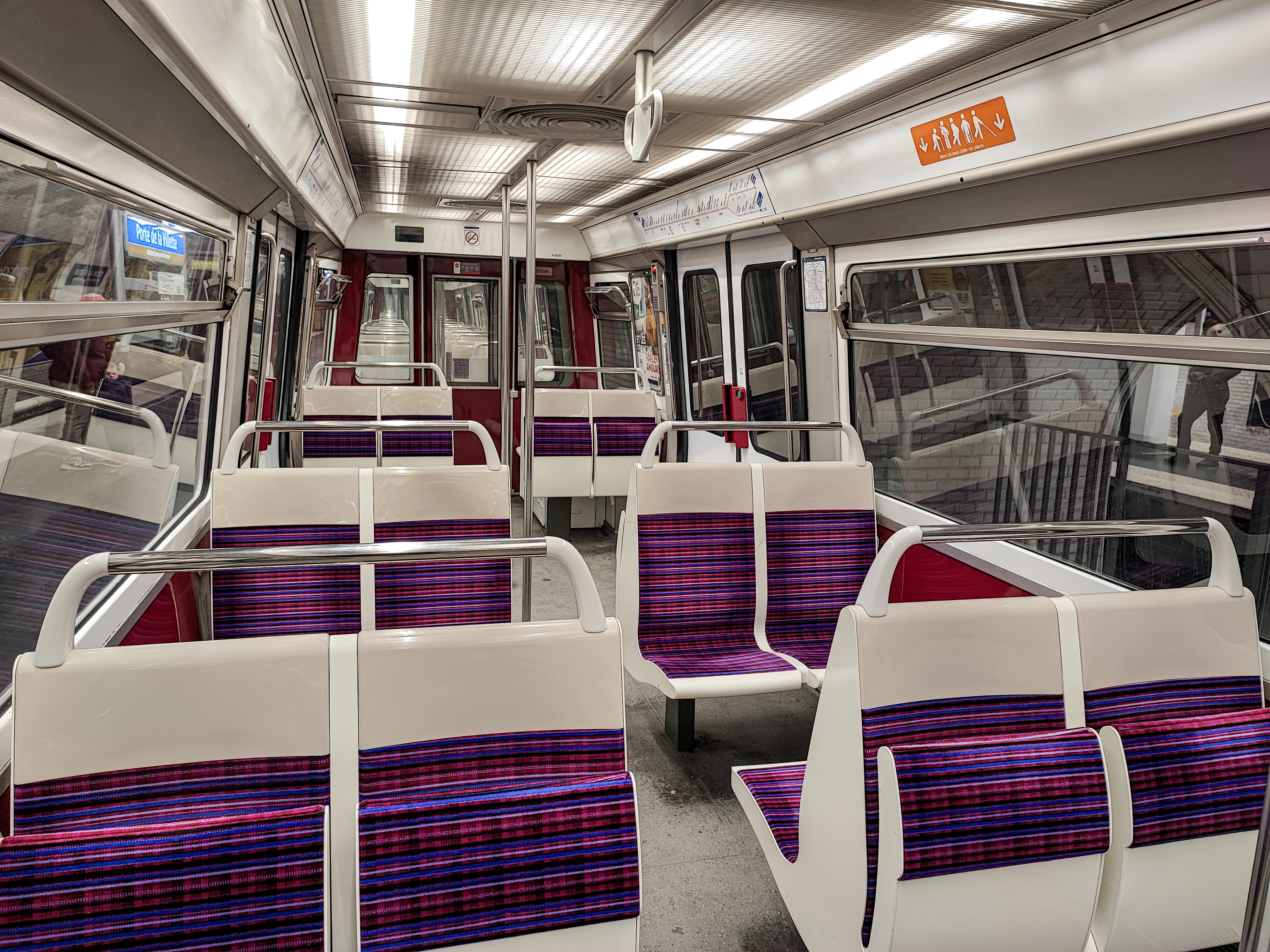
Interieur van een gerenoveerd treinstel
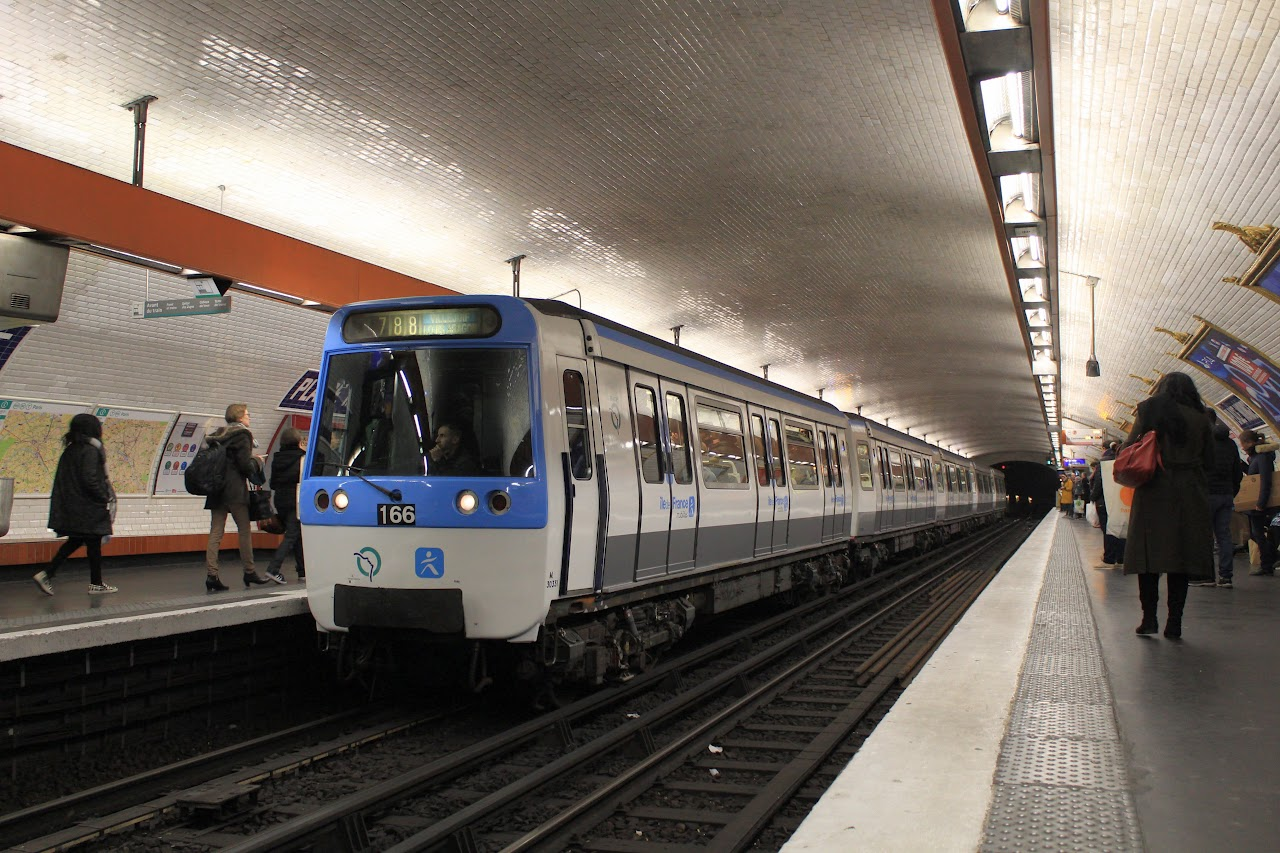
Buitenkant

Banden: MP 59 · MP 73 · MP 89 · MP 05 · MP 14      Staal: MF 67 · MF 77 · MF 88 · MF 01 · MF 19 (toekomstig)